# Шериф Коњевић
Шериф Коњевић (Саница, 26. април 1958) босанскохерцеговачки је певач поп-фолк музике. Део је „новог таласа” југословенских народних певача.

## Дискографија
- О сузе моје (сингл) (1975)
- Врати се и врати мир срцу мом (сингл) (1979)
- Загрли ме, загрли (сингл) (1979)
- Голубице бијела (сингл) (1980)
- Још само ове ноћи (сингл) (1980)
- Опет је прољеће једина моја (сингл) (1981)
- Врати се под стари кров (1981)
- Бела венчаница (1982)
- Кунем се у брата свог (1983)
- Наћи ћу је по мирису косе (1984)
- Хеј кафано, остављам те (1985)
- Потражи ме (1985, Јужни ветар)
- Ја без тебе живјет нећу (1986)
- Лани је био мраз (1987)
- Дјевојачке сузе (1988)
- Због тебе сам вино пио (1988)
- Nr. 8 (1989)
- Никад у прољеће (1990)
- Неко чудно вријеме (1991)
- Тешко је живјети без тебе (1993)
- Ја и даље живим (1996)
- Ти си ту из навике (1997)
- Знам да идем даље (1999)
- Мили доме мој CD 1 (2003)
- Мили доме мој CD 2 (2003)
- Дискос звезде (2003)
- Касно ће бити касније (2002)
- Хитови (2004)
- Могу даље сам (2004)
- Знакови (2007)
- Бонус (2008)
- Нек’ ми опросте (2009)
- Уживо (2009)
- Љубави (2011)

Видеографија
| Спот                                                               | Год. | Режисер            |
| ------------------------------------------------------------------ | ---- | ------------------ |
| Пошао сам да нађем срећу                                           | 1984 |                    |
| Не ломи чаше, пријатељу мој                                        | 19?? |                    |
| Љепотица                                                           | 1999 |                    |
| Пут до бола                                                        | 2011 | EMDC               |
| Љубави                                                             | 2011 | Хајат              |
| Шта он то има (што немам ја) / Није тај човјек за тебе             | 2012 |                    |
| Жута банка                                                         | 2014 | EMDC               |
| Чекаш, а не дочекаш                                                | 2016 | Жељко Цвијетиновић |
| Дај ми Боже снагу                                                  | 2016 | EMDC               |
| Ове године                                                         | 2016 | EMDC               |
| Тијело бијело / Нек’ ми опросте / Никада на тијело не обуци бијело | 2016 | EMDC               |
| Ја без тебе нисам ја                                               | 2016 | Жељко Цвијетиновић |
| Питају ме, питају                                                  | 2017 | Хајат              |
| Кад нисам ту                                                       | 2017 | Амар Гегић         |
| Син                                                                | 2018 | Анис Мујановић     |
| Рано је                                                            | 2019 | Жељко Цвијетиновић |
| И ово мало душе                                                    | 2019 | Анис Мујановић     |
| Ако је љубав гријех                                                | 2020 | Анис Мујановић     |
| Ја са тобом желим све                                              | 2023 | Ведад Јашаревић    |

## Фестивали
- 1979. Илиџа — Загрли ме, загрли
- 1984. МЕСАМ — Наћи ћу је по мирису косе
- 1987. Илиџа — Зашто, зашто лијепа Мејро
- 1988. Илиџа — Прођох Босном
- 1988. Посело године 202 - Успио сам, успио
- 1988. Вогошћа, Сарајево — Мој соколе
- 1990. Вогошћа, Сарајево — На растанку не љуби ме
- 1998. Бихаћ — Мејра
- 2000. Бихаћ — Мејра
- 2003. Бихаћ — Идем
- 2008. Илиџа — Загрли ме, загрли (Вече легенди фестивала)
- 2008. Илиџа — Хајра, награда за музику, текст, аранжман и најбољу интерпретацију
- 2009. Бихаћ — Мејра
- 2013. Илиџа — Крај багрема / Мујо кује (Вече Све љепоте Илиџанских фестивала)